# Bragi
Na mitologia nórdica, Bragi ou Brágui, é filho do deus Odin e de sua esposa Frigga. Além de reconhecido por ser o deus nórdico da música e da poesia, é o protetor dos trovadores. Era casado com Iduna, deusa que concede juventude eterna aos deuses Æsir.
Na Lokassena, uma saga que conta como Loki invadiu um banquete dos deuses e os acusou com calúnias e verdades dolorosas, Bragi foi acusado por Loki de ser um deus efeminado, e ao defender o esposo, a deusa Idunna foi acusada de ser uma deusa adúltera, e Bragi e Iduna se divorciaram.